# Otto Goldstein
Otto Goldstein (* 19. Juli 1889 in Bad Kissingen, Unterfranken; † 23. August 1933 ebenda) war ein deutsch-jüdischer Kaufmann im Textil-Einzelhandel und Kommunalpolitiker.

## Leben

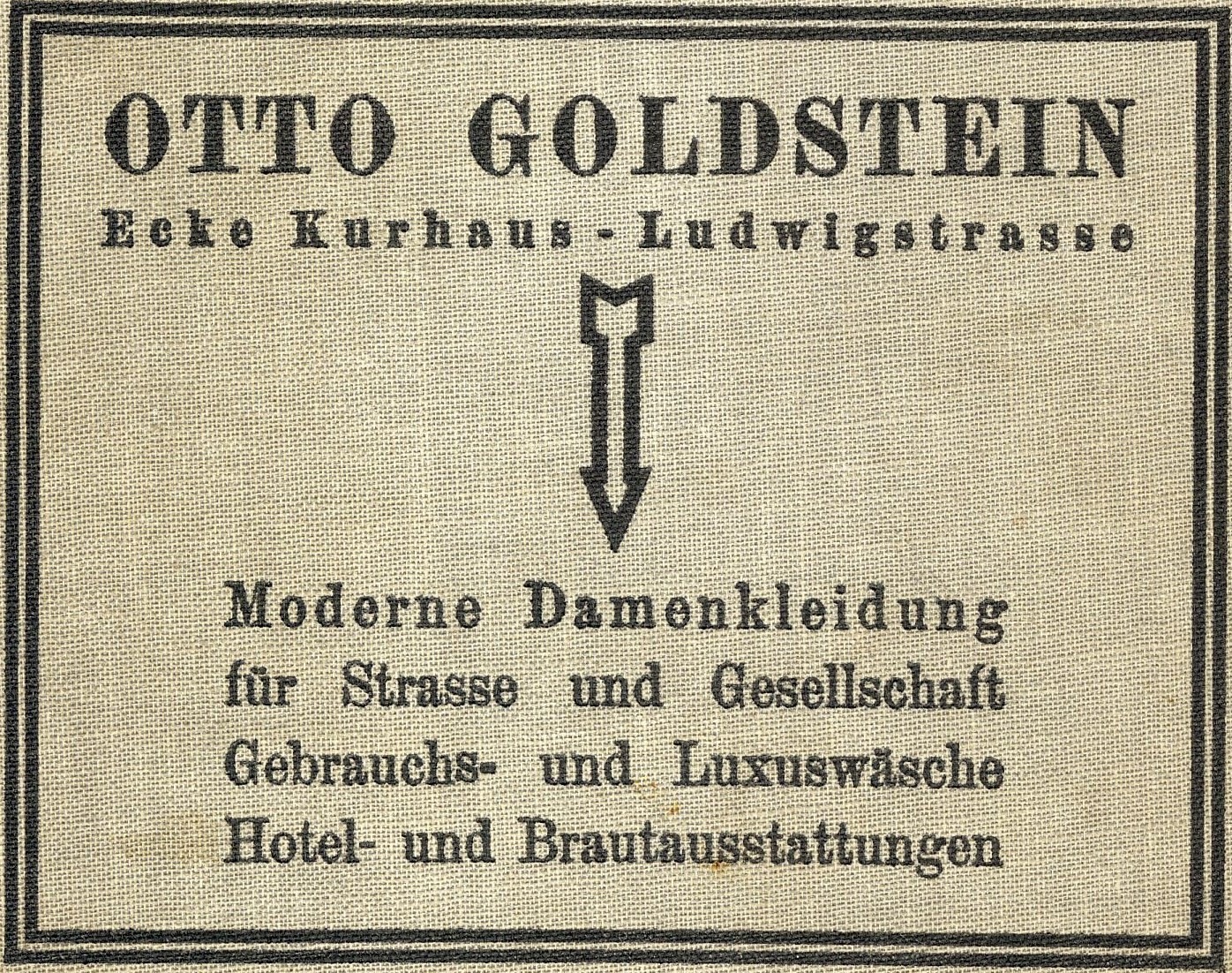
Anzeige im Bad Kissinger Adressbuch von 1928–30

Otto Goldstein war der Sohn des königlich bayerischen Hoflieferanten Michael Goldstein, Inhaber eines renommierten Modekaufhauses in Bad Kissingen, das er später übernahm.
Er konvertierte am 10. August 1918 von der jüdischen zur christlichen Religion bzw. zur evangelisch-lutherischen Konfession. Er war ein angesehenes Mitglied der kurstädtischen Gesellschaft, Vorsitzender des Kaufmännischen Vereins, Vorstandsmitglied im Kurverein und Inhaber vieler anderer Ehrenämter. Aufgrund seiner Verdienste um das Gemeinwohl und seines hohen Ansehens wurde er 1924 als „Neutraler“ in den Kissinger Stadtrat gewählt. Später ordnete er sich selbst eher dem „Bürgerblock“ zu.
Bereits im September 1930 musste sich Goldstein in Bad Kissingen gegen die am 4. September und noch einmal am 16. Oktober in der NS-Zeitung „Die Flamme“ veröffentlichten Vorwürfe wegen angeblicher sexueller Belästigung zur Wehr setzen. Öffentlich ließ er alle Vorwürfe in der lokalen Saale-Zeitung vom 27. Oktober 1930 durch seinen Anwalt, Justizrat Buhlheller, widerlegen. Diese als völlig haltlos durchschaubaren Denunziationen überstand er, konnte sein Ansehen als Stadtrat und Finanzexperte der Stadt sogar weiter festigen.
Im Oktober 1932 wurde er um seine Analyse der infolge der Auswirkungen der Weltwirtschaftskrise defizitären Situation des Bad Kissinger Haushalts gebeten. Dieser Vortrag, gehalten am 18. Oktober in einer öffentlichen Bürgerversammlung, wurde zwei Tage später Wort für Wort unter dem Titel „Die städtische Finanznot – ihre Ursache und ihre Auswirkung“ in der Bad Kissinger Saale-Zeitung abgedruckt. Zuvor war Goldstein als Bevollmächtigter seiner Heimatstadt zu Haushaltsverhandlungen mit der bayerischen Staatsregierung nach München geschickt worden.
Der engagierte Bürger und Stadtrat, ein Mann klarer Wertvorstellungen und ausgeprägten Gerechtigkeitsempfindens, war allerdings den Machenschaften der Nationalsozialisten und ihres Regimes nicht gewachsen. Als Folge der Machtergreifung der Nazis im Januar 1933 verlor Goldstein im April 1933 sein Amt als Bad Kissinger Stadtrat. Diese Schmach konnte der engagierte Lokalpolitiker nicht verwinden, weshalb er sich am 23. August das Leben nahm.
Nur wenige Tage vor seinem Freitod verfasste er zum Abschied sein Gedicht „Mein letztes Lied“.
Ich hatte einst ein teu’res Vaterland!
Worin ich deutsch und treu mein Plätzchen fand!
Dem Reich ich dient’, für’s Reich ich stritt!
Und als es niederbrach, ich blutend litt!
Der Sturmwind kam, ein neuer Geist!
Da war ich einsam – vogelfrei – verwaist.
Kein Platz für mich im neuen Reich!
Obwohl ich deutsch und treu – den andern gleich!
Nicht dienen kann ich mehr, nicht streiten!
Ich kann nur schweigen – weinen – leiden!
Den andern gleich, bin ich als Deutscher tot!
Und doch lieb ich mein Vaterland, die Farben Schwarz-Weiß-Rot!
Drum will ich gehen – aufrecht – stolz und frei!
Und alle Qual und aller Jammer ist vorbei!
Ich lieb mein Vaterland, wie ich es je geliebt!
Hilf Himmel doch, dass es bald Brot und Frieden gibt.

## Ehrungen

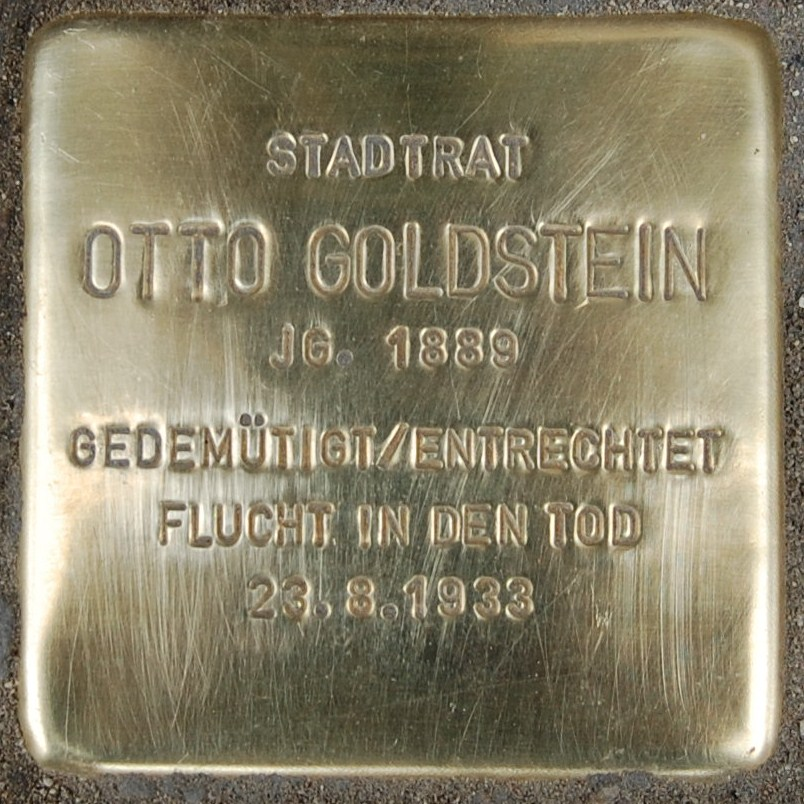
Stolperstein für Otto Goldstein

Am 19. Juni 2009 verlegte der Kölner Künstler Gunter Demnig direkt vor dem Eingangstor des Rathauses der Stadt Bad Kissingen einen „Stolperstein“ zur Erinnerung an den früheren Stadtrat Otto Goldstein – den ersten „Stolperstein“ in einer Reihe „Bad Kissinger Stolpersteine“. Dieser erste Stolperstein wurde gestiftet von allen Fraktionen des derzeitigen Stadtratsgremiums.